# Lilly Forgách
Lilly Forgách (* 8. Januar 1966 in Regensburg; † 8. Dezember 2024 in München) war eine deutsche Schauspielerin.

## Leben

### Ausbildung und Theater
Forgách absolvierte von 1986 bis 1989 eine Schauspielausbildung an der Schauspielschule Zerboni in Grünwald.
Es folgten Theaterengagements an verschiedenen Münchner Bühnen. So spielte sie am Theater in der Reithalle (1991 in Die Aufrichtigen von Marivaux), am Studio Theater München (1991/1992 in Maß für Maß) und am Teamtheater (1993/1994 in Macbeth, 1996/1997 in Werther). Gastengagements hatte sie an den Städtischen Bühnen Regensburg (1994/1995 in Hase Hase), am Staatstheater Nürnberg, am Residenztheater München, am Prinzregententheater München (Das Ballhaus), am Stadttheater Klagenfurt und am Teatro Akròama in Cagliari (1996 in Hamlet). Von 1999 bis 2017 war Forgách festes Ensemblemitglied am Metropoltheater in München. Dort trat sie unter anderem als Helene in dem Theaterstück Nach der Hochzeit, in dem Schauspiel ohne Worte Das Ballhaus, in Vagina-Monologe, Clockwork Orange, Stella, Caligula von Albert Camus, als Tante Linda in der musikalischen Revue Die Ehrmanns – Ein Liederabend aus den fünfziger Jahren und in der Politkomödie Terrorismus der Gebrüder Presnjakow auf.

### Film und Fernsehen
Forgách war ab Mitte der 1990er-Jahre auch als Schauspielerin in Kinofilmen, Fernsehfilmen und Fernsehserien hervorgetreten. Ihren ersten Filmauftritt hatte sie in dem Kinofilm Sieben Monde (1998), in dem Forgách in der kleinen Rolle der Annicki neben Jan Josef Liefers, Marie Bäumer und Christoph Waltz zu sehen war. 1999 spielte sie in dem Episodenfilm Midsommar Stories mit. In dem Kurzfilm Der falsche Mann (2003) zeichnete sie das Porträt einer in ihrer Ehe unzufriedenen und dem Rollenbild ihres Mannes ausgelieferten Ehefrau. In dem modernen Heimatfilm Zeit der Fische (2005) verkörperte sie Jule Harpfinger, die Frau des Sternfischers Martin (Hans Schuler), die ihren Mann zunächst verlässt, vom Chiemsee in die Stadt zieht, dann aber mit ihren Töchtern zurückkehrt und versucht, ihren Mann zurückzugewinnen. In der romantischen Liebeskomödie Einmal Toskana und zurück (2008) war sie als Bernadette an der Seite von Sabine Postel, Konstantin Wecker und Hans-Peter Hallwachs zu sehen. In der Fernsehkomödie Gräfliches Roulette (2010) konnte sie als vorlaute, lässige und in ihrer rheinischen Heimat verwurzelte Köchin Anna ihr komödiantisches Talent zeigen, insbesondere im Schlagabtausch mit dem gräflichen Butler Simon (Michael Vogtmann). In der Filmbiografie über das Leben der Ärztin Hope Bridges Adams Lehmann, Dr. Hope – Eine Frau gibt nicht auf (2010), spielte sie die kleine Rolle einer kranken Frau.
Forgách wirkte auch in einigen Fernsehserien mit und übernahm dort hauptsächlich Episodenhauptrollen und auch Gastrollen, unter anderem in Die Rosenheim-Cops, in Sturm der Liebe, in Um Himmels Willen und in SOKO München. In der ARD-Krimiserie Watzmann ermittelt hatte sie in den ersten drei Staffeln von 2019 bis 2023 eine durchgehende Nebenrolle als Gemeindesekretärin Frau Maierhofer. In der Amazon-Prime-Video-Serie Der Beischläfer (2020) übernahm sie eine durchgehende Rolle als Gerichtspräsidentin Ingeborg Straschill.

### Privates
Forgách war seit dem 13. Juni 2007 mit dem Theaterregisseur und Intendanten Jochen Schölch verheiratet, unter dessen Regie sie häufig auch am Metropol-Theater in München auftrat. Forgách lebte in München und starb dort am 8. Dezember 2024 an den Folgen eines zwölf Wochen zuvor erlittenen Hirnschlags.

## Filmografie (Auswahl)
- 1993–2024: Der Alte (Fernsehserie, 4 Folgen, verschiedene Rollen)
- 1994: Wildbach (Fernsehserie, Folge: Die Jenseits-GmbH)
- 1998: Sieben Monde
- 1998–2017: SOKO München (Fernsehserie, 4 Folgen, verschiedene Rollen)
- 1999: Midsommar Stories
- 2002: Hinterlassenschaften (Fernsehfilm)
- 2005: Zeit der Fische (Fernsehfilm)
- 2005: Der Bergpfarrer 2 – Heimweh nach Hohenau (Fernsehfilm)
- 2006–2021: Die Rosenheim-Cops (Fernsehserie, 2 Folgen, verschiedene Rollen)
- 2006: Inga Lindström – Die Frau am Leuchtturm (Fernsehreihe)
- 2007: Hausmeister Krause – Ordnung muss sein (Fernsehserie, Folge: Frau wider Willen)
- 2007–2013: Um Himmels Willen (Fernsehserie, 13 Folgen)
- 2008: Einmal Toskana und zurück (Fernsehfilm)
- 2008: Ohnmacht (Fernsehfilm)
- 2009: Sturm der Liebe (Fernsehserie, 3 Folgen)
- 2010: Dr. Hope – Eine Frau gibt nicht auf
- 2010: Tatort: Unsterblich schön (Fernsehreihe)
- 2010: Gräfliches Roulette (Fernsehfilm)
- 2011: Ausgerechnet Sex!
- 2011: Die göttliche Sophie – Das Findelkind (Fernsehserie)
- 2011–2020: Hubert ohne Staller (Fernsehserie, 2 Folgen, verschiedene Rollen)
- 2012: Ludwig II.
- 2012: Mord in bester Gesellschaft: Der Tod der Sünde (Fernsehreihe)
- 2014: SOKO Wien (Fernsehserie, Folge: Mörderspiel)
- 2014: Die reichen Leichen. Ein Starnbergkrimi
- 2015: Das goldene Ufer (Fernsehfilm)
- 2015: About a Girl
- 2015: Utta Danella – Lisa schwimmt sich frei (Fernsehreihe)
- 2015: Mord in bester Gesellschaft: Bitteres Erbe (Fernsehreihe)
- 2016: Frau Pfarrer & Herr Priester (Fernsehfilm)
- 2016: Lena Lorenz – Entscheidung fürs Leben (Fernsehreihe)
- 2016: Endstation Glück
- 2016: Eine unerhörte Frau
- 2016: Was im Leben zählt
- 2016: München 7 (Fernsehserie; Folge: Das Alte im Neuen)
- 2017: Dahoam is Dahoam (Fernsehserie, 2 Folgen)
- 2017: Tatort: Der Tod ist unser ganzes Leben (Fernsehreihe)
- 2018: SOKO Leipzig (Fernsehserie, Folge: Toy Boy)
- 2018: Rufmord
- 2018: Nichts zu verlieren
- 2018: Gefangen – Der Fall K. (Fernsehfilm)
- 2019: Gipfelstürmer – Das Berginternat (Fernsehreihe)
- 2019: Mein Ende. Dein Anfang.
- 2019–2023: Watzmann ermittelt (Fernsehserie, Seriennebenrolle)
- 2020: Ein Tisch in der Provence: Ärztin wider Willen (Fernsehreihe)
- 2020: Ein Tisch in der Provence: Hoffnung auf Heilung (Fernsehreihe)
- 2020: Zimmer mit Stall – Die Waschbären sind los (Fernsehreihe)
- 2020: Der Beischläfer (Fernsehserie)
- 2020: Schönes Schlamassel
- 2021: Ein Tisch in der Provence: Zwei Ärzte im Aufbruch (Fernsehreihe)
- 2021: Ein Tisch in der Provence: Unverhoffte Töchter (Fernsehreihe)
- 2021: Polizeiruf 110: Frau Schrödingers Katze (Fernsehreihe)
- 2021: Eine Liebe später
- 2022: Letzte Spur Berlin (Fernsehserie, Folge: Rosalie)
- 2022: Unterm Apfelbaum – Einsturzgefährdet (Fernsehreihe)
- 2022: Unterm Apfelbaum – Panta Rhei – Alles im Fluss (Fernsehreihe)
- 2024: Servus, Euer Ehren – Endlich Richterin
- 2024: Eine Person Ex (Kurzfilm)
- 2024: Nord Nord Mord – Sievers und das Geisterhaus (Fernsehreihe)
- 2025: Die Rosenheim-Cops (Fernsehserie, Folge: Der Fleck muss weg)
- 2025: Watzmann ermittelt (Fernsehserie, Folge: Die Ötzi)
- 2025: Zimmer im Grünen – Herzenswege (Fernsehfilm)
- 2025: Marie fängt Feuer – Lokale Gewitter (Fernsehreihe)